# 1972年全豪オープン
1972年 全豪オープン（1972ねんぜんごうオープン、Australian Open 1972）は、オーストラリア・メルボルン市内にある「クーヨン・テニスクラブ」にて、1971年12月27日から1972年1月3日まで開催された。

## 大会の流れ
- 本年度の全豪オープンは、1971年と1972年の年末年始をまたいで行われた。決勝戦の日が年始の1月3日であったことから、1972年の年頭開催大会として扱う。
- この年から、大会会場がメルボルン市内にある「クーヨン・テニスクラブ」に定着した。1971年までは、大会開催都市はメルボルン・アデレード・ブリスベン・シドニーを回り持ちしていた。
- 男子シングルスは「50名」の選手による6回戦制で行われ、シード選手12名と他の2名の選手に「1回戦不戦勝」（抽選表では“Bye”と表示）があった。男子シード選手の初戦敗退は「2回戦＝初戦」と表記する。女子シングルスは「32名」の選手による5回戦制で、シード選手は8名であった。
- 混合ダブルスは、1970年から1985年まで競技の実施が中止されていた。したがって、記事中の「決勝戦の結果」に混合ダブルスはなく、4部門のみの記載になる。

## シード選手

### 男子シングルス
1. ジョン・ニューカム　（ベスト8）
2. ケン・ローズウォール　（優勝、2年連続4度目）
3. ジョン・アレクサンダー　（3回戦）
4. アレックス・メトレベリ　（ベスト4）
5. オーウェン・デビッドソン　（2回戦＝初戦）
6. （大会開始前に棄権）
7. コリン・ディブリー　（3回戦）
8. マルコム・アンダーソン　（準優勝）
9. ディック・クリーリー　（ベスト8）
10. アラン・ストーン　（ベスト4）
11. ジョン・クーパー　（ベスト8）
12. ジェフ・マスターズ　（2回戦＝初戦）

### 女子シングルス
1. イボンヌ・グーラゴング　（準優勝）
2. バージニア・ウェード　（初優勝）
3. ゲイル・シェリフ　（ベスト8）
4. ヘレン・グーレイ　（ベスト4）
5. オルガ・モロゾワ　（ベスト8）
6. ケリー・ハリス　（ベスト4）
7. カレン・クランツケ　（2回戦）
8. バーバラ・ホークロフト　（ベスト8）

## 大会経過

### 男子シングルス
準々決勝
- マルコム・アンダーソン vs.  ジョン・ニューカム　2-6, 6-3, 6-4, 3-6, 9-7
- アレックス・メトレベリ vs.  ジョン・クーパー　6-7, 6-2, 6-3, 6-4
- アラン・ストーン vs.  バリー・フィリップス・ムーア　5-7, 7-6, 7-6, 6-3
- ケン・ローズウォール vs.  ディック・クリーリー　6-3, 6-1, 6-3

準決勝
- マルコム・アンダーソン vs.  アレックス・メトレベリ　6-3, 7-6, 7-6
- ケン・ローズウォール vs.  アラン・ストーン　7-6, 6-1, 3-6, 7-6

### 女子シングルス
準々決勝
- イボンヌ・グーラゴング vs.  バーバラ・ホークロフト　6-1, 3-6, 6-1
- ヘレン・グーレイ vs.  オルガ・モロゾワ　6-2, 6-1
- ケリー・ハリス vs.  ゲイル・シェリフ　6-3, 7-6
- バージニア・ウェード vs.  パトリシア・コールマン　6-2, 6-2

準決勝
- イボンヌ・グーラゴング vs.  ヘレン・グーレイ　6-2, 7-6
- バージニア・ウェード vs.  ケリー・ハリス　7-6, 2-6, 6-0

## 決勝戦の結果
- 男子シングルス： ケン・ローズウォール vs.  マルコム・アンダーソン　7-6, 6-3, 7-5
- 女子シングルス： バージニア・ウェード vs.  イボンヌ・グーラゴング　6-4, 6-4
- 男子ダブルス： ケン・ローズウォール＆ オーウェン・デビッドソン vs.  ロス・ケース＆ ジェフ・マスターズ　3-6, 7-6, 6-2
- 女子ダブルス： ヘレン・グーレイ＆ ケリー・ハリス vs.  カレン・クランツケ＆ パトリシア・コールマン　6-0, 6-4

## みどころ
- 男子シングルス優勝者のケン・ローズウォールは、2年連続4度目の優勝により「37歳2ヶ月」の大会最年長優勝記録を樹立した。ローズウォールは19年前の1953年、この大会で「18歳2ヶ月」の最年少優勝記録も保持している。彼はその後「プロテニス選手」に転向したが、1968年の「オープン化措置」（プロ選手のテニス4大大会出場解禁）実施後直ちに4大大会に復帰し、「オープン化時代」以後も4大大会で優勝記録を残した。4大大会男子シングルス通算「8勝」は、フレッド・ペリー、ジミー・コナーズ、イワン・レンドル、アンドレ・アガシと並ぶ男子歴代7位タイ記録である。